# そぴあしんぐう
そぴあしんぐうは、福岡県糟屋郡新宮町にある町立の公共施設である。1997年（平成9年）度に基本計画検討を行い、新宮町や福岡県北部の文化振興の拠点として、また広域的な利用に供する施設を目指して2001年（平成13年）6月に開館された。2013年（平成25年）度の利用者数は161,419人である。

## 概要
595席と車椅子席を備えた大ホールの他に、小ホール・多目的ホールと3つのホールを持つ。
また会議等で利用できるように、研修室が6室、和室が4室があり、地域住民の利用を考え囲碁や将棋が楽しめるように少し低い机を完備した交流室等もある。
なお施設はバリアフリー化が図られており、利用者向けトイレに車いす用トイレを併設している。大ホール利用時にのみ使用できる託児室もある。

## 管理・運営
2013年3月までは条例に伴い新宮町教育委員会が管理・運営を行っていた。2013年4月から新宮町文化振興財団を指定管理者に指定し管理を委託。2014年現在では運営のみを新宮町教育委員会が行っている。